# Abu Abbas
Abu Abbas (Siria, 1949 - Estados Unidos 2004) fue un dirigente palestino, líder del Frente de Liberación de Palestina y dirigente de la Organización para la Liberación de Palestina. 
Nacido en un campo de refugiados palestino de Siria en 1949, se licenció en literatura árabe por la Universidad de Damasco, aunque rápidamente sus intereses se decantaron por la actividad política y terrorista con el objetivo de conseguir un estado palestino en la región, además de la expulsión de los israelíes del antiguo Mandato Británico en Palestina.
Lideró el Frente de Liberación de Palestina y formó parte de la OLP desde 1984 hasta 1991, año en que abandonó el cargo por desavenencias con la dirección. Su actividad fue guiada por la convicción de que no podía haber diálogo con Israel ni ningún proceso de paz que pusiera fin al conflicto árabe-israelí. Esta convicción nacía de las reiteradas intervenciones y asesinatos realizados por los israelíes en los territorios palestinos. En este sentido, el FLP fue responsable de numerosos actos de resistencia y terroristas, siendo el más conocido el secuestro del trasatlántico italiano Achille Lauro y el asesinato de uno de sus pasajeros, Leon Klinghoffer, un judío paralítico de nacionalidad estadounidense, acto por el que Abbas fue condenado a cadena perpetua por un tribunal italiano.
En abril de 2003, cerca de Bagdad, fue localizado por la policía iraquí del entonces aliado de los Estados Unidos Saddam Hussein, que lo entregó a las fuerzas estadounidenses. Abbas residía en forma clandestina en Irak desde 1987.
A pesar de que la Autoridad Nacional Palestina exigió a Estados Unidos la liberación de Abbas, apelando a un convenio firmado en 1995 entre israelíes y palestinos, el exdirigente del FLP no fue puesto en libertad. Como tenía una condena a cadena perpetua en Italia, este país presentó una solicitud de extradición, que fue considerada por el gobierno estadounidense. En marzo de 2004 las autoridades estadounidenses comunicaron la muerte de Abbas en prisión por "causas naturales". Abbas sufría una dolencia cardíaca, pero sus familiares, esposa e hijos, aseguraron que no era de gravedad. Se le realizó autopsia en Palestina, pero el resultado de la misma sigue siendo 'documento secreto' por la Administración israelí. Su familia aún hoy pide justicia.